# 樫山町 (小野市)
樫山町（かしやまちょう）は、兵庫県小野市にある地名。郵便番号は675-1325。

## 交通

### 鉄道
- 神戸電鉄粟生線 樫山駅

### バス
- 神姫バス
- らんらんバス

## 名所など
- 粉喰い坂（こくい坂）
- 亀井が淵
- 義経の腰掛岩
- 弁慶の重ね石
- 国位田碑

## 出身者
- 上田三四二（歌人・小説家）